# Sidney Coleman
Sidney Richard Coleman (Chicago, 7 de março de 1937 — Cambridge, 18 de novembro de 2007) foi um físico estadunidense.